# Willy Dobbe

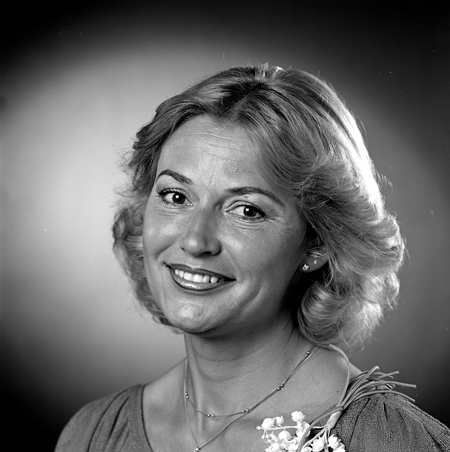
Willy Dobbe (1981)

Willy Dobbe (* 2. Januar 1944 in Den Haag) ist eine niederländische Fernsehmoderatorin der 1970er Jahre. Sie moderierte das Eurovisie Songfestival 1970 in Amsterdam sowie 1971 und 1972 die nationalen Vorentscheide des Wettbewerbs. In dieser Zeit präsentierte sie zusammen mit Jan Theys die Spielshow Zevensprong beim Sender TROS.